# D-Wave Systems
D-Wave Systems, Inc. è una società di calcolo quantistico con sede a Burnaby, in Columbia Britannica, Canada. L'11 maggio 2011 la D-Wave System annuncia il computer quantistico D-Wave One; descritto come un computer quantistico adiabatico che usa la ricottura quantistica per risolvere problemi di ottimizzazione con un chipset di 128 qubit.
Nel maggio 2013 la D-Wave ha annunciato che la NASA e Google hanno ordinato un D-Wave Two da 512 qubit.

## Storia
La D-Wave fu fondata da Haig Farris, Geordie Rose, Bob Wiens e Alexandre Zagoskin. Il nome dell'azienda si riferisce al loro primo progetto di qubit, che utilizzava i superconduttori d-wave. D-Wave ha operato come ramo della University of British Columbia (UBC), ove Farris ha svolto un corso di economia aziendale, Rose ha ottenuto il dottorato e Zagoskin il post-dottorato, mantenendosi legata al Dipartimento di Fisica e Astronomia.
La D-Wave ha fondato la ricerca accademica in materia di computer quantistico, tessendo una rete di ricercatori e scienziati. L'azienda ha collaborato con diverse università e istituzioni: UBC, Friedrich-Schiller-Universität Jena, Università di Sherbrooke, University of Toronto, University of Twente, Università di tecnologia Chalmers, University of Erlangen e Jet Propulsion Laboratory.
A giugno del 2014 D-Wave ha annunciato un nuovo ecosistema di applicazioni quantiche per la finanza chiamato 1QB Information Technologies (1QBit) e il gruppo di ricerca sul cancro DNA-SEQ per risolvere con macchine quantistiche problemi del mondo reale. D-Wave ha operato in diverse località in Vancouver, e nei laboratori della UBC prima di spostarsi nel sito in Burnaby. D-Wave ha anche uffici a Palo Alto, California e Vienna, Virginia.

## Il prototipo "Orion"
Il 13 febbraio 2007 ha mostrato pubblicamente il sistema Orion, eseguendo tre diverse applicazioni al Computer History Museum di Mountain View, California. Questa è stata la prima dimostrazione pubblica di un supposto computer quantistico.
La prima applicazione è stata un esempio di riconoscimento di pattern, svolgendo una ricerca per un composto simile ad un farmaco noto utilizzando un database di molecole. Il programma successivo ha elaborato uno schema di possibili posizionamenti a tavola in base a compatibilità e incompatibilità tra gli ospiti. L'ultimo applicativo ha risolto un Sudoku.
Il processore del sistema Orion è stato progettato per essere utilizzato come co-processore di accelerazione hardware, invece che come microprocessore per un utilizzo generale. In particolare il sistema è sviluppato per risolvere un particolare problema NP-completo relativo al modello di Ising bidimensionale in un campo magnetico. D-Wave descrive il dispositivo come un processore a 16 qubit di un computer quantistico adiabatico a superconduttori.
Secondo l'azienda, l'applicazione passerebbe il problema al sistema Orion non appena ha bisogno di risolvere un problema NP-completo, come il riconoscimento di pattern.
Geordie Rose sostiene che i problemi NP-Completo probabilmente non sono risolvibili esattamente con nessun computer, per quanto veloce e avanzato. Il sistema Orion è sviluppato per elaborare rapidamente una soluzione approssimata.
L'8 dicembre 2009, in una conferenza al Neural Information Processing Systems (NIPS), un gruppo di ricerca di Google guidato da Hartmut Neven ha utilizzato un processore D-Wave per programmare un classificatore di immagini binarie.

## D-Wave One
L'11 maggio 2011, D-Wave ha annunciato il D-Wave One, un computer quantistico integrato dotato di un processore da 128 qubit, avente nome in codice "Rainier", e proposto al prezzo approssimativo di 10.000.000US$. Il 25 maggio 2011 la Lockheed Martin ha firmato un contratto pluriennale con la D-Wave Systems per calcolare i benefici apportati da un processore a ricottura quantistica ad alcuni dei problemi computazionali principali della Lockheed Martin. Il contratto include l'acquisto di un D-Wave One, la manutenzione e i servizi associati. Ad agosto 2012 un team dell'Università di Harvard ha presentato il risultato del più grande problema di ripiegamento proteico svolto utilizzando un computer quantistico, eseguendo il modello di ripiegamento proteico Miyazawa-Jernigan su un D-Wave One.

## D-Wave Two
Agli inizi del 2012 la D-Wave Systems ha presentato un computer quantico a 512-qubit, con nome in codice Vesuvius, che è stato messo in produzione nel 2013. A maggio 2013, Catherine McGeoch, una consulente della D-Wave, ha pubblicato la prima comparazione della tecnologia quantistica contro dei personal computer di fascia alta, eseguendo degli algoritmi di ottimizzazione. Utilizzando una configurazione a 439 qubits, il sistema è risultato 3600 volte più veloce di CPLEX, il miglior algoritmo su macchine convenzionali, risolvendo problemi con più di cento variabili in mezzo secondo, invece che in mezz'ora. Ha aggiunto che il risultato non è stato totalmente equo, dal momento che computer generici lavorano sempre peggio rispetto a dispositivi sviluppati apposta per un determinato compito. I risultati sono stati presentati all'edizione 2013 della Computing Frontiers.
A marzo 2013 diversi gruppi di ricercatori dell'Istituto di Fisica di Londra hanno rilevato l'evidenza, seppure indiretta, di entanglement quantistico nei circuiti D-Wave.
A maggio 2013 è stato annunciato che una collaborazione tra NASA, Google e USRA ha lanciato un laboratorio di intelligenza artificiale quantica, utilizzando un D-Wave Two per ricerche nell'apprendimento delle macchine, altro importante campo di studi.

## D-Wave 2X e D-Wave 2000Q
Il 20 agosto 2015, D-Wave ha confermato la disponibilità generale del proprio computer D-Wave 2X, con 1000 qubit in un'architettura del grafico "Chimera" (sebbene, a causa degli offset magnetici e della variabilità di produzione insita nella fabbricazione del circuito superconduttore, meno di 1152 qubit sono funzionali e disponibile per l'uso; il numero esatto di qubit prodotti varierà con ogni processore specifico prodotto). Ciò è stato accompagnato da un rapporto che confrontava le velocità con CPU single thread di fascia alta.
A differenza dei precedenti rapporti, questo affermava esplicitamente che la questione della velocità quantistica non era qualcosa che stavano cercando di affrontare, concentrandosi su miglioramenti delle prestazioni a fattore costante rispetto all'hardware classico. Per problemi di carattere generale, è stata segnalata una velocità di 15x, ma vale la pena notare che questi algoritmi classici traggono beneficio in modo efficiente dalla parallelizzazione, in modo che il computer funzionerebbe alla pari, forse, con 30 core high-end single-thread.
Il processore D-Wave 2X si basa su un chip da 2048 qubit con metà dei qubit disabilitati; questi sono stati attivati nella versione D-Wave 2000Q.

## Pegasus
Nel febbraio 2019 D-Wave ha annunciato il suo chip di processore quantico "Pegasus" di prossima generazione, annunciando che «sarebbe il sistema quantistico commerciale più connesso al mondo», con 15 connessioni per qubit anziché 6; che il sistema di prossima generazione avrebbe usato il chip Pegasus; che avrebbe più di 5000 qubit e un rumore ridotto; e che sarebbe disponibile a metà del 2020.
Una descrizione tecnica di Pegasus, raffrontata ai precedenti processori, nell'analisi di come Pegasus differisca dalla precedente architettura "Chimera", è stata messa a disposizione del pubblico.